# Spårtaxi

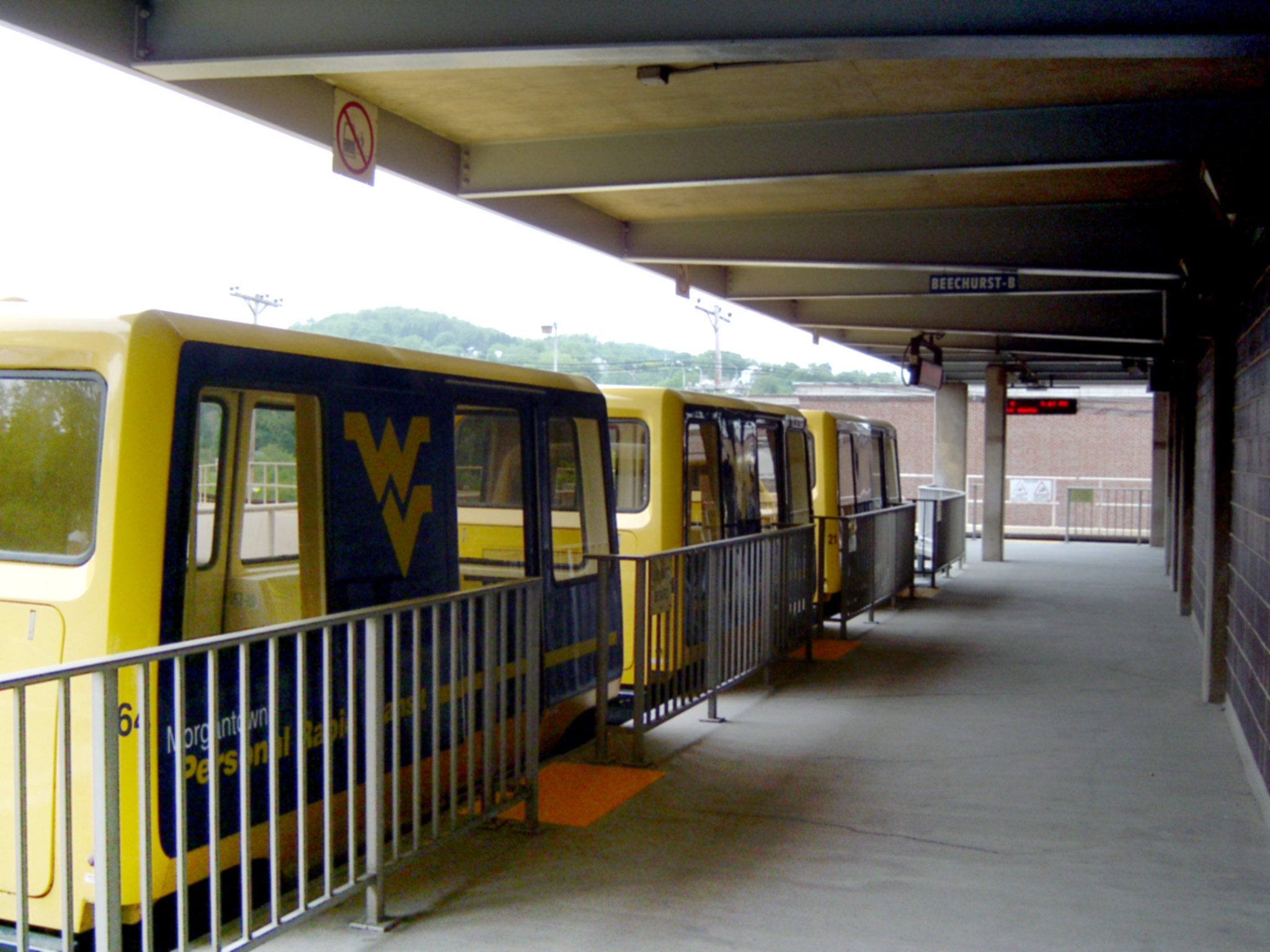
Morgantown Personal Rapid Transit i Morgantown, West Virginia i USA

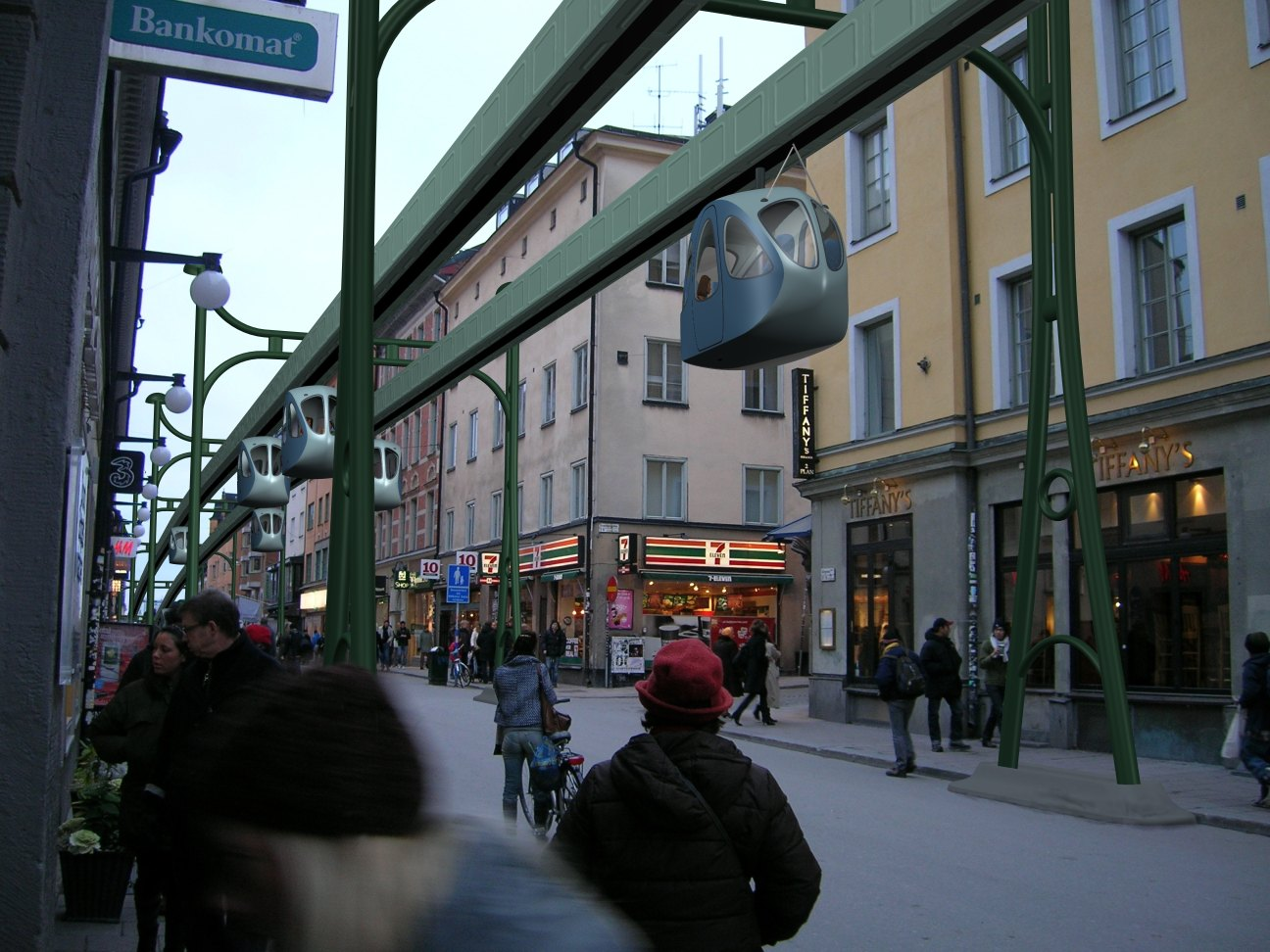
Datorskapad bild av hur spårtaxi skulle kunna se ut på Götgatan i Stockholm.

Spårtaxi (engelska: Personal Rapid Transit - PRT) är ett färdmedel. Det innebär att små spårbundna fordon automatiskt går dit varje passagerare vill, ungefär som taxi utan förare. Den bärande idén med spårtaxi är att kollektivtrafikresor skall kunna anpassas individuellt i samma utsträckning som privata bilfärder.
I de försök som finns och planeras finns ett planskilt byggt spårnät några meter över gatuplan med tätt belägna stationer. På stationerna beställer passageraren en resa till sin destination på en datorpanel, och dörrarna till den automatiskt drivna förarlösa vagnen som står inne (eller strax kommer dit) öppnas, varefter vagnen styrs automatiskt till destinationen, ungefär som att åka hiss.
Idéer om spårtaxi har förekommit sedan åtminstone 1960-talet, men hittills har inga fullskaliga system installerats i någon stad.

## Definition
Spårtaxi definieras som:
- Resa direkt från start till mål utan byten eller stopp vid mellanliggande stationer.[1]
- Små fordon, tillgängliga för individuell resa eller med självvalt resesällskap.[1]
- Efterfrågestyrd i stället för tidtabellsbunden trafik.[1]
- Helautomatiska, förarlösa vagnar (UGV) kan vara tillgängliga dygnet runt.[1]
- Banan är exklusiv för spårtaxifordonen.[1]
- Smala, lätta och vanligen upphöjda balkbanor.[1]
- Fordon kan använda hela bannätet och alla stationer.[1]

## Existerande och planerade system

### Existerande och tidigare system
- Uppsala hade 2006-2013 en 279 meter lång provbana på en tidigare fotbollsplan som satts upp av Vectus för test av spårtaxi. Från 2008 var den godkänd för tester med besökare.[2][3][4] Tanken var ursprungligen att driva testet till 2010, men det förlängdes. 2013 revs banan.[5]
- Heathrows terminal 5 har ett spårtaxisystem som är i drift sedan april 2011[6]. Systemet är byggt av företaget ULTra.[7][8]
- Morgantown, West Virginia, USA har ett existerande system som varit i drift sedan 1975.  Mellan sommaren 2005 och sommaren 2006 genomfördes det över 2 miljoner transporter med detta system.[9]
- Masdar en planerad stad i Förenade arabemiraten har ett system i drift sedan november 2010. Systemet är byggt av företaget 2GetThere.[källa behövs]

### Studerade och planerade system i Sverige
Det finns inga planerade spårtaxisystem i Sverige men det finns förstudier om spårtaxi i Sverige.
- Idéer om spårtaxi i Göteborgs kollektivtrafik dök upp i slutet av 1960-talet.[11][12] Planerna nådde aldrig längre än idéstadiet. En större kollektivtrafikutredning i staden i början av 1970-talet kom även då fram till att spårtaxi inte var aktuellt i närtid, men kunde bli det längre fram. 1991 togs frågan åter upp, och en större utredning genomfördes under 1992. Inte heller denna utredning ledde till någon byggnation.
- Den 25 september 2009 överlämnade Näringsdepartementet i Sverige en rapport Pionjärbanor för spårbilar (DS2009:48)[13] till infrastrukturminister vid tidpunkten Åsa Torstensson (C). Totalt har 29 kommuner anmält sitt intresse, 12 har genomfört förstudier och rapporten pekar ut 4 förslag som särskilt intressanta: i Uppsala, Södertälje och Umeå, samt (i Stockholm) Akademiska Hus (Vetenskapsstaden med KTH/Stockholms universitet med flera).
- En pilotbana för spårtaxi mellan Märsta och Arlanda utreds igen med start 2013-04-15. Med i projektet är Sigtuna kommun, Swedavia, Arlandastad Holding och spårbilsnätverket Kompass.[14][uppföljning saknas]
- Enligt ett kommunstyrelsebeslut i Uppsala i mars 2008, utfördes en förstudie för spårtaxi mellan Centralstationen och Boländerna.[15] Nya förslag till sträckning diskuteras fortfarande 2012.[16][uppföljning saknas]
- Södertälje har en vision att bli först i Sverige med spårtaxi.[17] I infrastrukturstrategen som antogs av kommunstyrelsen 2009-11-20 finns två möjligheter för spårtaxi. Det första är "Skyttel Södertälje syd - Södertälje centrum" och det andra är "Utvecklat kollektivtrafik-system i Södertälje".[18] Det finns inga beslut på att något spårtaxisystem ska byggas i Södertälje.
- Värmdö kommun studerade ett system 2005.[19]
- Eskilstuna kommun hade planer för spårtaxi men var inte ett av valen i rapporten Pionjärbanor för spårbilar 2009.[20].